# The Oregonian
Pour l’article homonyme, voir The Oregonian (film).
L'hebdomadaire Weekly Oregonian est le premier journal fondé à Portland, en 1850. Il adopte une parution quotidienne et est rebaptisé The Morning Oregonian en 1861, puis The Oregonian en 1937. En 1950, il est racheté par le groupe de presse Advance Publications, qui appartient à la famille Newhouse.

## Histoire

### Naissance du journal

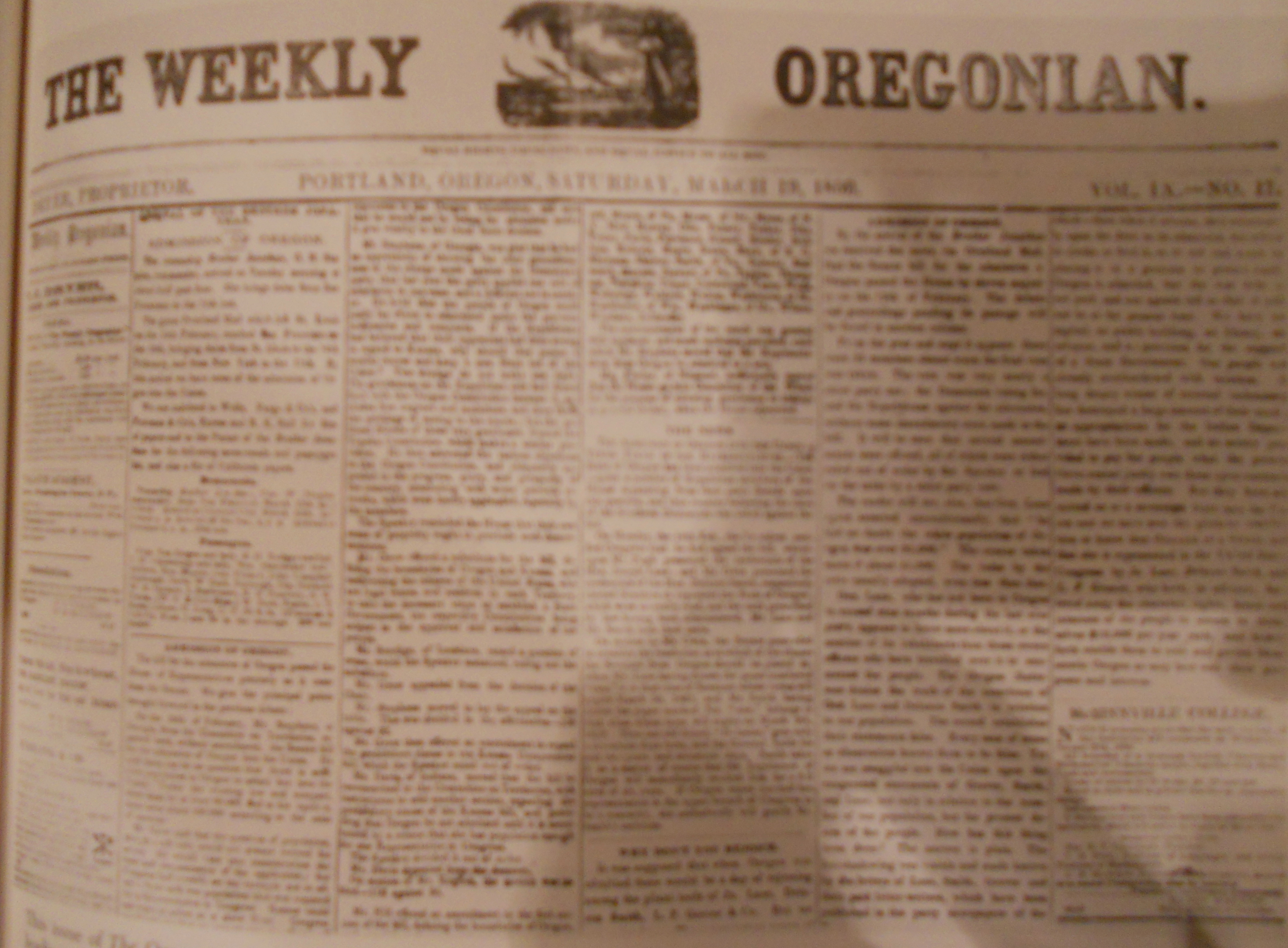
Première page du Weekly Oregonian, le 19 mars 1859.

Le journal est fondé à Portland par Stephen Coffin et William W. Chapman (en). Pour le diriger, ce dernier recrute Thomas J. Dryer, qui travaille alors au California Courier, un journal soutenant le parti whig. Le premier numéro du Weekly Oregonian, imprimé sur une vieille presse rachetée au Daily Alta California, paraît en décembre 1850.
Après l'élection d'Abraham Lincoln à la présidence des États-Unis, Dryer est nommé commissaire du gouvernement américain auprès du royaume d'Hawaï (commissioner for the Hawaiian Islands),. Le journal est repris par l'un de ses collaborateurs, Henry Pittock, qui y travaille depuis plusieurs années en tant que typographe. Le Weekly Oregonian adopte une parution quotidienne et est rebaptisé The Morning Oregonian en février 1861. Il se fait connaître dans tout le Nord-Ouest des États-Unis. Durant ses premières années, le titre est concurrencé par The Statesman (ensuite rebaptisé Statesman Journal), publié à Salem. 

### XXesiècle
Le journal adopte le nom The Oregonian en 1937. En 1950, le groupe de médias Advance Publications, appartenant à la famille Newhouse, fait son acquisition. Le titre rivalise avec The Oregon Journal, un quotidien dont la ligne éditoriale est de centre gauche et favorable au Parti démocrate. The Oregonian soutient le Parti républicain et affiche la formule « An Independent Republican Newspaper » sur sa première page. Durant les années 1960, The Oregon Journal fusionne avec un nouveau quotidien, baptisé Portland Reporter. Lorsque celui-ci dépose son bilan en 1965, The Oregonian demeure le seul quotidien opérant dans la région.

### XXIesiècle

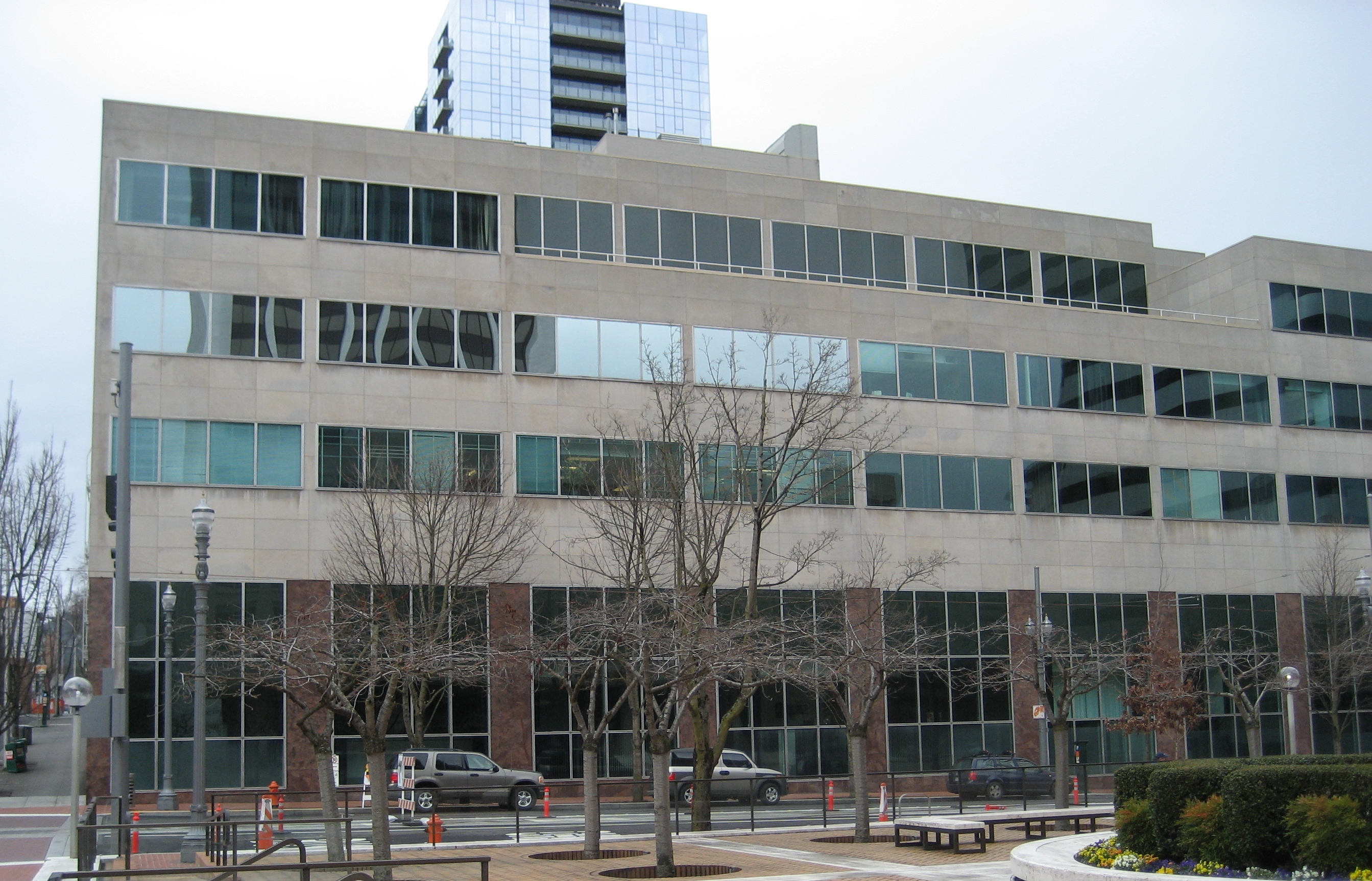
Le siège du journal à Portland, photographié en 2009.

La ligne éditoriale de The Oregonian est moins conservatrice que par le passé. Durant les années 2000, le Portland Tribune et le News Times s'attaquent à la supématie de The Oregonian en se concentrant sur l'actualité locale.
Fred Stickel occupe le poste de directeur de la publication pendant 35 ans. En septembre 2009, à l'âge de 87 ans, il choisit de partir en retraite. La rédaction de The Oregonian a compté jusqu'à 400 employés à temps plein. En 2009, après plusieurs vagues de départs volontaires, elle en compte moins de 250. La circulation est alors d'environ 250 000 exemplaires.
The Oregonian est le titre le plus ancien parmi les journaux de l'ouest américain édités de façon ininterrompue.